# Biserica Sfânta Treime „Ghencea” din București
Biserica Sfânta Treime „Ghencea” este o biserică din București, aflată la intersecția străzii Sebastian cu Calea 13 Septembrie. Are hramul Sfânta Treime și a fost ridicată în perioada 1925-1934 pe locul vechii biserici a satului Lupești, care data din anul 1820. Slujba târnosirii bisericii s-a făcut la 11 noiembrie 1934 de către un sobor de preoți în frunte cu Patriarhul Miron Cristea.

## Istoric

Biserica în construcție în 12 Iulie 1932

Pe locul unde se află acum Biserica Sfânta Treime „Ghencea”, se afla în vechime o mică biserică, a cărei primă atestare documentară datează din anul 1820.
Vechea biserică fusese ridicată de către Necula Bacănu și alți negustori, pe terenul cedat de Mănăstirea Radu Vodă, cea care era proprietara întregului sat Lupești, așa cum se numea pe atunci acestă zonă. Biserica a purtat numele „Lupești” câțiva zeci de ani, nume pe care apoi și l-a schimbat în Biserica „Ghencea” (în anul 1853 deja se numea „Biserica Ghencii, ce-i zice și Lupești”. Este foarte interesantă această titulatură, mai ales că, ulterior, întreg cartierul, cu cimitirul actual Ghencea și cu alte obiective, aveau să primească acest nume. Printre ctitorii bisericii nu apare nicăieri numele vreunui „Ghencea”. Doar în timpul revoluției de la 1821 apare un anume Ghencea, eterist grec, care, probabil, se va fi implicat în adunarea de materiale și poate și în lucrările de construire a vechii bisericuțe. Astfel, fără să se știe exact (deocamdată) cine a fost și ce a făcut, peste un timp biserica și întregul cartier a ajuns să îi poarte numele.
Înainte de începerea primului război mondial au început formalitățile pentru construirea unei noi biserici mai încăpătoare donator principal fiind Ștefan Ionescu-Troicea. Războiul și perioada dificilă de după acesta au împiedicat însă începerea efectivă a construcției. Ștefan Ionescu-Troicea a murit în anul 1925. Abia în 1927 s-a pus piatra de temelie a bisericii, a cărei construcție a durat până în anul 1934. Sumele inițiale, donate de ctitorul principal au fost completate de către toți enoriașii. Biserica a fost construită după planurile întocmite de arhitect Virginia Andreescu Haret împreună cu arhitect Jean Pompilian. Vechea bisericuță a fost dărâmată.
Slujba târnosirii bisericii s-a ținut la 11 noiembrie 1934, deși ca biserica nu era încă pictată. Sfințirea bisericii a fost făcută de însuși Patriarhul de atunci, Miron Cristea, alături de aproape întreg soborul sfintei Mitropolii a Ungro-Vlahiei, condus de către arhiereul Platon Ciosu și arhimandritul Galaction Cordun.

## Renovări
De-a lungul timpului acest sfânt lăcaș a avut nevoie de lucrări de întreținere și reparații.
Astfel, în anul 1969 s-au făcut reparații la acoperișul din tablă a bisericii, care începuse să ruginească.
După cutremurul din 1977, s-au produs o serie de avarii la tencuielile și vopsitoriile interioare și exterioare ale bisericii. Din acest motiv s-au făcut următoarele reparații: refaceri de tencuieli, zugrăveli, astuparea fisurilor și a găurilor din tencuieli. S-au făcut astfel de lucrări atât pe interior cât și pe exterior, pe turla mare, dar și unele lucrări simple, de reparații locale.
În anii 1978-1981 s-a făcut restaurarea picturii interioare a bisericii, de către pictorul Iosif Kleber, lucrare continuată de pictorii Alexandru Bucescu și Aurel Tabacu.
În 1982 s-au făcut lucrări de reparații la învelitoarea bisericii, a turlelor, jghiaburilor și burlanelor, precum și vopsirea lor cu minium de plumb și vopsea de bronz.
După anul 1990 se simțea nevoia unor reparații generale la sfânta biserică - trecuse mai bine de o jumătate de veac de la terminarea ei și, deși era menținută în bună stare, totuși o reparație generală devenea iminentă. De asemenea, era nevoie și de o nouă restaurare generală a picturii.
În anul 2004 preotul paroh de atunci, Alexandru Lungu, a făcut un amplu proiect de reparații și consolidare pentru biserică, ce cuprindea atât lucrări de consolidare, cât și de finisaje. În anul 2005 a fost transferat la această biserică preotul Ion Grădincea, care în februarie 2006 a fost numit paroh, după ce părintele Alexandru Lungu s-a retras din această funcție. Noul preot paroh, împreună cu enoriașii, a început strângerea de fonduri pentru renovarea generală a bisericii, atât în mod direct, cât și făcând demersuri pentru obținerea de fonduri de la autoritățile centrale și locale, ori de la alte persoane cu suflet mare și cu dare de mână. În primăvara anului următor, 2007, se puteau începe deja lucrările de reparații de la biserică. S-a efectuat consolidarea turlei mari, lucrare foarte pretențioasă și dificilă, precum și refacerea totală a învelitorii, folosindu-se tablă de cupru, dar păstrându-se peste tot vechile forme și modele. De asemenea, s-au făcut lucrări de consolidare prin injectări cu soluții speciale în fisurile mai pronunțate, atât la turla mare cât și în restul zidurilor bisericii. Pe latura sud-estică a Sfântului Altar s-a făcut o consolidare deosebită, cu subzidire, a unei fisuri mai mari. S-a realizat și instalația de încălzire prin pardoseală, rezolvându-se astfel problema încălzirii în biserică. Totodată s-a făcut și o nouă pardoseală, din marmură de Rușchița.
În prezent s-au încheiat lucrările de reparații generale efectuate în ultimii ani și s-a executat restaurarea picturii interioare a bisericii. Luni, 24 iunie 2013 (ziua hramului bisericii, Sfânta Treime) a avut loc slujba de resfințire.

## Descriere arhitectonică
Biserica Sfânta Treime „Ghencea” este una dintre cele mai mari biserici din București, fiind o construcție monumentală în stil neoromânesc. Biserica are dimensiunile 40/16/23 m, având un plan triconic, cu pridvor, vestibul, pronaos, naos cu abside laterale și trei turle octogonale.
Biserica a fost construită după planurile întocmite de arh. Virginia Andreescu-Haret împreună cu arh. Jean Pompilian. Pictura interioară originală, în frescă, a fost realizată între anii 1941-1948 de către pictorii prof. Gheorghe (Ghiță) Popescu și Nuni Dona, în stil neobizantin. Este apreciată ca fiind printre cele mai reușite picturi de acest gen din întreg orientul creștin, așa cum este scris pe o pisanie așezată în interiorul bisericii. Restaurările ulterioare au păstrat cu fidelitate stilul și trăsăturile picturii originale.

## Parohia Sfânta Treime „Ghencea”

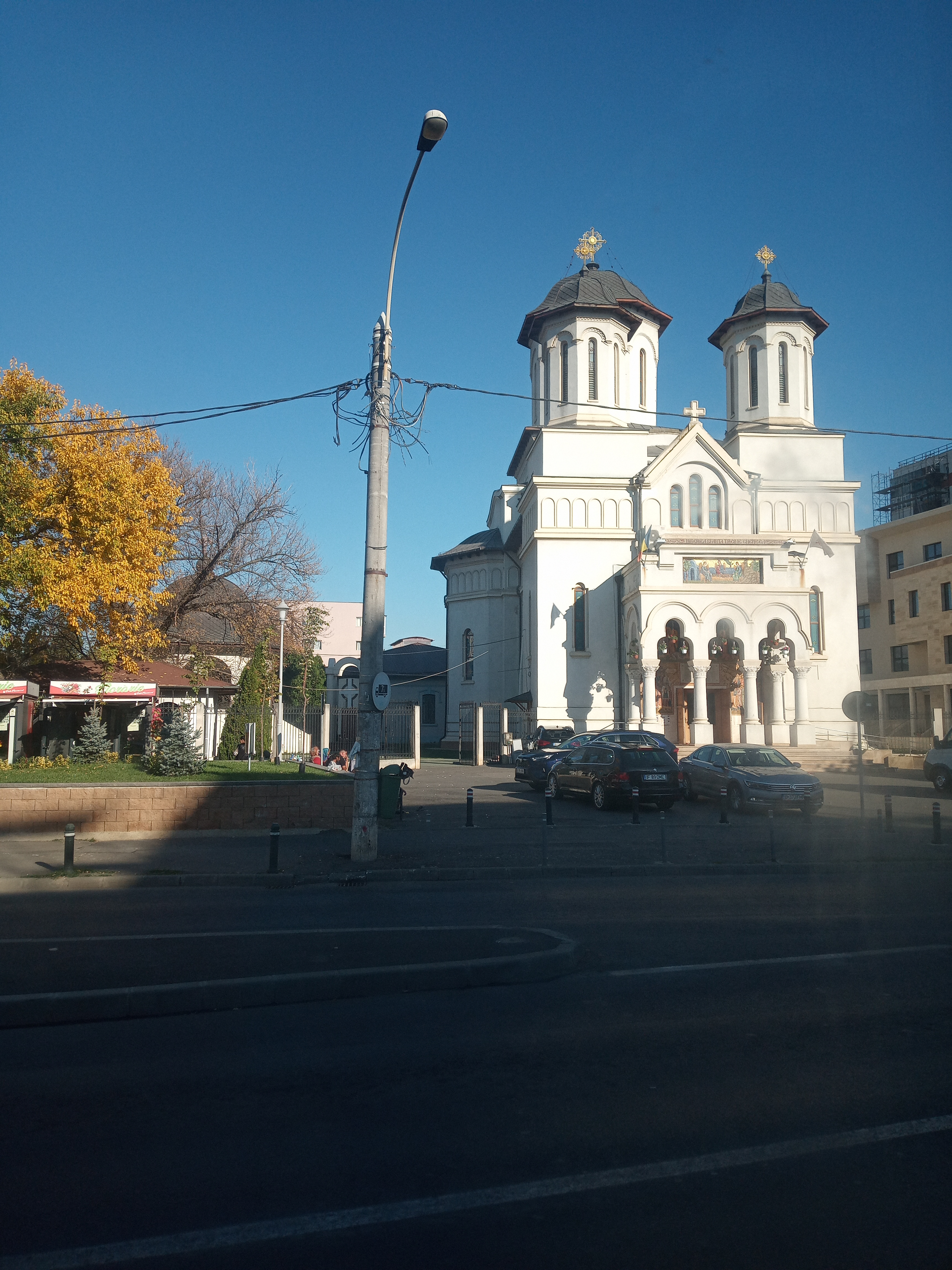

Parohia Sfânta Treime „Ghencea” se află în partea de apus a Bucureștilor. Până în anul 1923, parohia Sfânta Treime-Ghencea, se întindea mult mai mult. Era parohia cea mai de margine, în partea de apus a capitalei, iar preoții ei se îngrijeau de nevoile religioase ale tuturor credincioșilor, răzlețiți pe o mare întindere. Cu timpul, acești credincioși cu case răzlețe la marginea orașului, înmulțindu-se, s-a simțit nevoia să se înființeze și pentru ei parohii, cu biserici și preoți, care să-i îngrijească și, mai ales, să-i păzească de propaganda sectară, care luase un mare avânt la marginile capitalei.
Prima parohie care a luat ființă prin dezlipire de la parohia Sfânta Treime-Ghencea, în anul 1923, a fost parohia Cotroceni, căreia i s-a dat în grijă credincioșii din partea de apus și nord a parohiei, începând de la strada Dobrescu și cei de dincolo de cimitirul Ghencea. Mai târziu, în anul 1937, din noua parohie Cotroceni, s-a despărțit parohia Parcul Ghencea, cuprinzând pe credincioșii de la apus de cimitirul Ghencea.
Tot din parohia Sfânta Treime-Ghencea, în anul 1930, s-a despărțit parohia „Sfinții Împărați”, în partea de apus – miază-zi, iar în anul 1938, din această parohie s-a dezlipit parohia „Nașterea Maicii Domnului-Ghencea”.
Deci, din parohia Sfânta Treime-Ghencea au mai luat ființă următoarele parohii: Cotroceni, Parcul Ghencea, Canal, Lupeasca și Nașterea Maicii Domnului-Ghencea.
În prezent, parohia Sfânta Treime „Ghencea” cuprinde următoarele cartiere:
- Cartierul Panduri
- Cartierul 13 Septembrie
- Cartierul Sebastian
- Cartierul Lupeasca
- Cartierul Nona Otescu